# SpongeBob SquarePants: The Cosmic Shake
SpongeBob SquarePants: The Cosmic Shake és un joc de plataforma de 2023 desenvolupat per Purple Lamp Studios i publicat per THQ Nordic. Es basa en la sèrie animada de Nickelodeon SpongeBob SquarePants i es va llançar per a Nintendo Switch, PlayStation 4, Windows i Xbox One  el 31 de gener de 2023.

## Jugabilitat
The Cosmic Shake és un joc de plataformes en 3D. Com SpongeBob, el jugador navega a través de diversos mons temàtics distintius, coneguts com ''Wish Worlds" dins del joc, amb la ajuda de Patrick, que es va transformar en un globus. Al llarg del joc, Bob Esponja aprèn una varietat d'habilitats de combat i trans versals, que inclouen: Spin Attack, Glide, Karate Kick i Fishhook Swing.

## Trama
Durant una visita al parc temàtic de Glove World, Bob Esponja i Patrick es troben amb Madame Kassandra, una sirena endeví que els ven una ampolla de "sabó de bombolles màgiques" que pot fer realitat els seus somnis. Després de comprar el sabó i tornar a casa, Bob Esponja fa bombolles per fer realitat els somnis dels amics. Patrick després llegeix la etiqueta de l'ampolla per descobrir que en realitat és una ampolla de Mermaid Tears i és propietat del Rei Neptune, no per ser utilitzada pels mortals. Les bombolles de Bob Esponja després causen caos quan obre un portal i succiona edificis i els seus amics a diversos "Wish Worlds" mentre cobreix Bikini Bottom en una substància anomenada Cosmic Jelly, els components bàsics de la realitat.
Bob Esponja i Patricio, que s'ha transformat en un globus, travessen els set Mons dels Desitjos per salvar els seus amics i Fons de Bikini amb l'ajuda de Madame Kassandra, que li dona a Bob Esponja una disfressa còsmica per a cada món que visita a canvi. per a Gelea Còsmica. Sense el coneixement de Bob Esponja i Patricio, Madame Kassandra té les seves pròpies intencions malvades. Les ubicacions dins del joc inclouen: Bikini Bottom, Wild West Jellyfish Fields, Karate Downtown Bikini Bottom, Pirate Goo Lagoon, Halloween Rock Bottom, Prehistoric Kelp Bosc, Edat mitjana|Medieval Sulphur Fields i Jelly Glove World .
Després de rescatar els seus amics i donar gelatina a Kassandra de tots els Móns dels Desitjos, intervé el Rei Neptú. El Rei Neptú està furiós amb Bob Esponja per ajudar sense saber-ho a Kassandra en els seus plans perquè li explica que ella va robar la Bombolla.
Sabó d'ell, i que ella mai no va representar cap perill real fins que Bob Esponja la va ajudar. Kassandra després atrapa Neptune i proclama el seu pla per apoderar-se de l'oceà. Calamardo interromp i crida a Bob Esponja per tot el que li ha passat. Kassandra fa servir la Gelatina Còsmica per convertir Calamardo en un monstre de gelatina i l'usa per tractar de destruir Bob Esponja i Patricio. Després de derrotar a Kassandra, Calamardo i Patricio tornen a la normalitat i el Rei Neptú és alliberat. Neptune després usa la Gelatina Còsmica per desfer el mal que Bob Esponja ha causat. En agraïment per salvar tothom, el Rei Neptú li dona un desig a Bob Esponja, però Patricio desitja "fer-ho tot de nou", cosa que fa que Fons de Bikini torni al seu estat caòtic.

## Desenvolupament i llançament
The Cosmic Shake va ser desenvolupat per Purple Lamp Studios, els quals anteriorment havien desenvolupat el títol SpongeBob SquarePants: Battle for Bikini Bottom – Rehydrated (2020). Conceptualitzat com un seqüela espiritual de  Rehidratat' ', el projecte va rebre llum verda després de lèxit comercial d'aquest joc. Mentre que Battle for Bikini Bottom tenia tres personatges jugables, Bob Esponja, Patrick i Sandy, cadascun amb un o més personatges especials. habilitats, Purple Lamp va decidir tenir un sol personatge jugable a Bob Esponja, que té múltiples habilitats especials a The Cosmic Shake. Les disfresses desbloquejables s'han fet abocament en un enfocament central del joc. THQ Nordic va presentar un nou tràiler amb jugabilitat al final de la seva exhibició de jocs a l'agost de 2022. Es va presentar una demostració jugable del joc a Gamescom 2022. Més tard al setembre, durant una presentació de Nintendo Direct, es va revelar que el joc es llançaria en 2023.
The Cosmic Shake es va llançar per a Nintendo Switch, PlayStation 4, Windows i Xbox One el 31 de gener de 2023. Es va llançar una edició física limitada, la "Edició BFF ", el totes les plataformes, i inclou una estàtua de Bob Esponja, un Patrici inflable, un amulet amb collaret, pilotes que reboten en miniatura, estovalles individuals, "Disfressa Pack" DLC i una caixa especial.

## Recepció
SpongeBob SquarePants: The Cosmic Shake va rebre ressenyes "mixtes o mitjana", segons agregador de ressenyes Metacritic.